# Draba kuznetsovii
Draba kuznetsovii là một loài thực vật có hoa trong họ Cải. Loài này được (Turcz.) Hayek mô tả khoa học đầu tiên năm 1911.